# Dichagyris darius
Dichagyris darius är en fjärilsart som beskrevs av Charles Boursin 1940. Dichagyris darius ingår i släktet Dichagyris och familjen nattflyn. Inga underarter finns listade i Catalogue of Life.